# عبرة

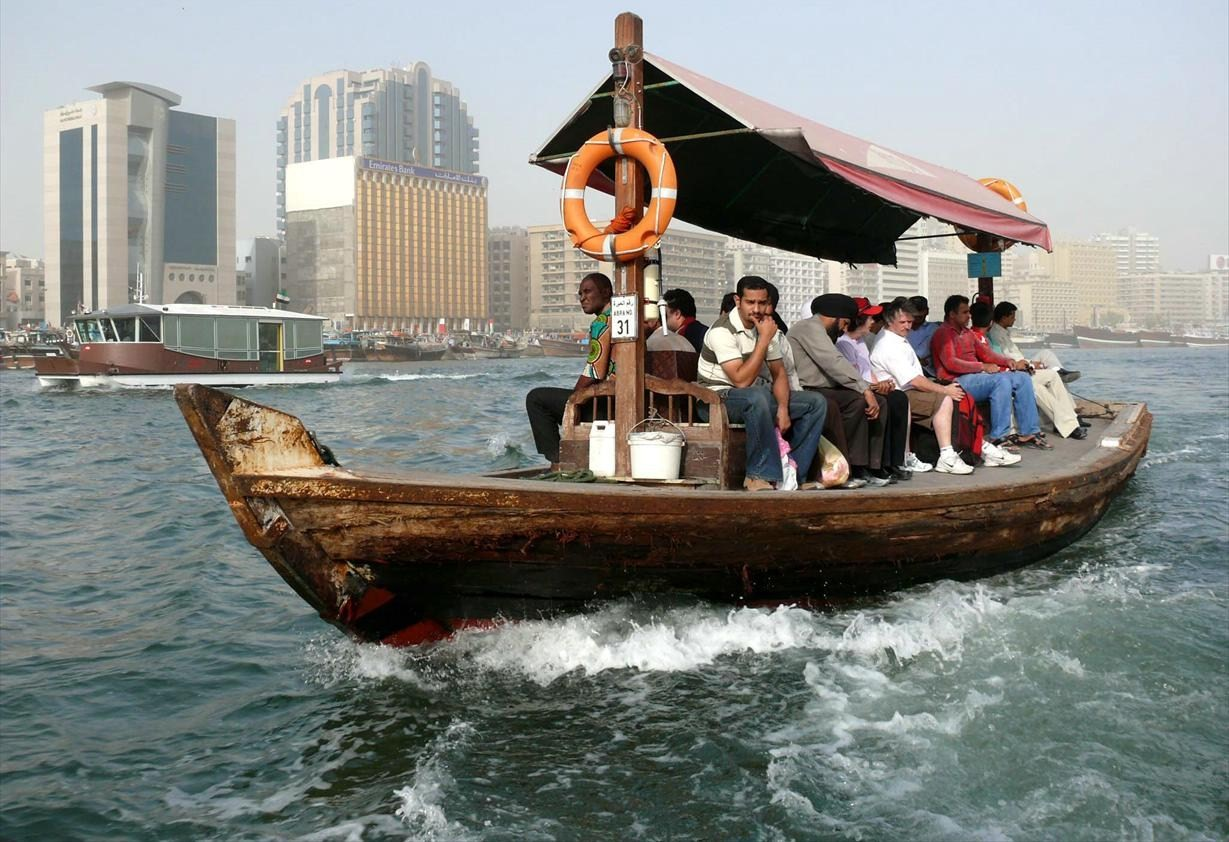
عبرة في خور دبي

العبرة هي مركب تقليدي مصنوع من الخشب وإحدى وسائل النقل البحري الجماعي التراثية. تُستخدم العبرات لنقل الأشخاص عبر خور دبي في دبي، الإمارات العربية المتحدة. تنقل المسافرين بين محطة المياه في الشندغة / الغبيبة على جانب بر دبي، ومحطة المياه في السبخة على جانب ديرة. تغادر العبرات كل بضع دقائق. وتبلغ تعرفة الرحلة الواحدة درهمين فقط تدفع لسائق العبارة.

## نبذة
تعتبر العبرة من أهم وأبرز وسائل المواصلات في دبي، حديثًا وتقليديًا، والعبرة هي ببساطة قارب خشبي لا يقل عمره عن مائة عام، وقد قامت مدينة دبي في السنوات الأخيرة بتحديث العبرة لجعلها وسيلة للمواصلات في إمارة دبي، ومنها عبرة هيونداي المعروفة بتصميمها الممتاز، لأنها تجمع بين التقاليد والشكل التاريخي والتكنولوجيا الحديثة، وتحتوي العبرة على فتحة سقف بانورامية وتكييف هواء مركزي يكفي لتغطية مقصورة الركاب التي بها مقاعد تكفي 20 شخص.

## تاريخ

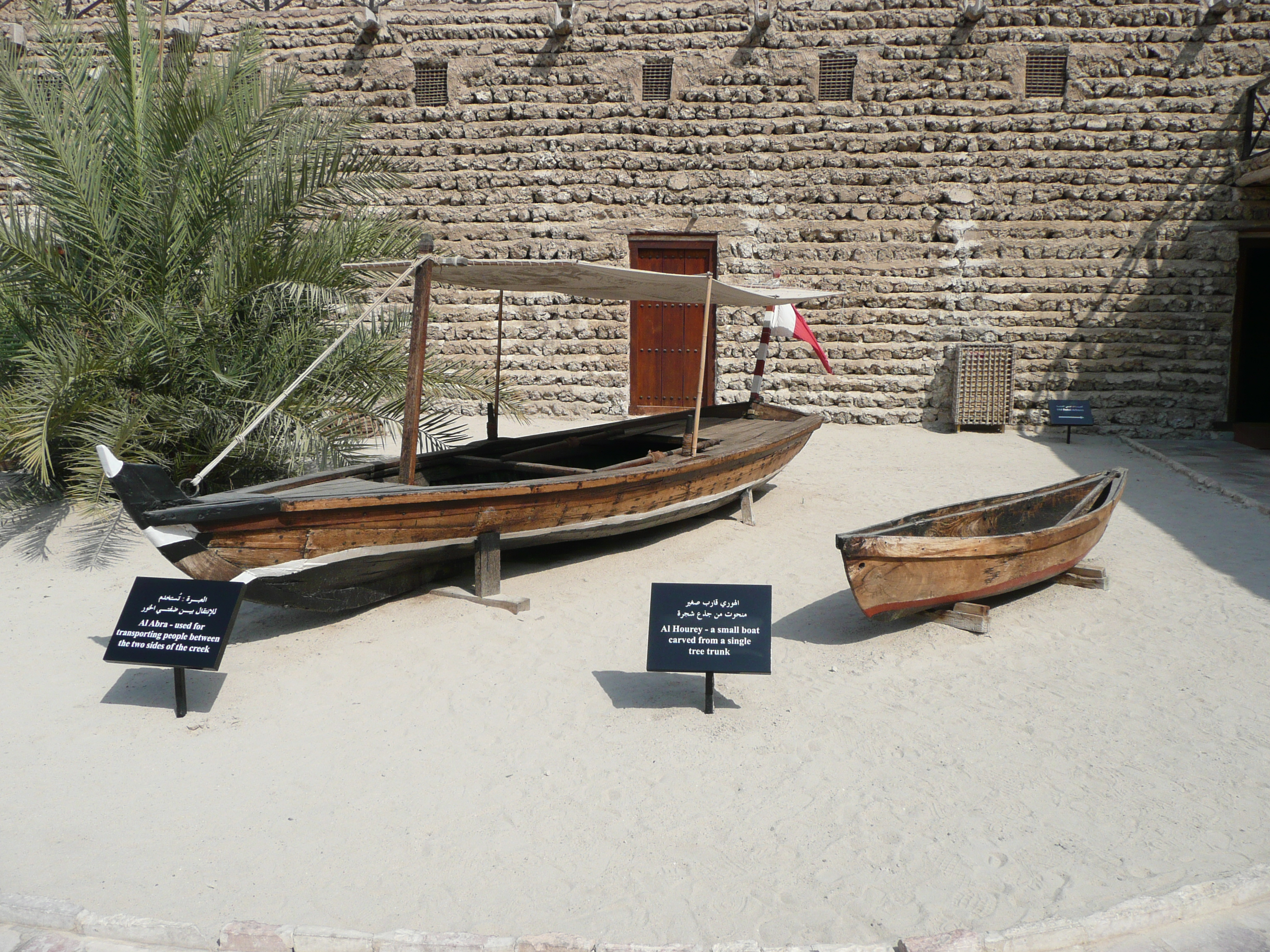
معرض العبرة والحوري في متحف دبي، الإمارات العربية المتحدة. يقع المتحف في قلعة الفهيدي.

تفيد المراجع التاريخية المتوفرة بأن العبرة استخدمت أول مرة في عام 1860، وهذا نتيجة الحركة التجارية النشيطة على ضفاف الخور، واستخدمت العبرة في عام 1920 عن طريق المجداف لنقل الطلبة من الشندغة وبر دبي إلى المدرسة الأحمدية، و قد ذكر المؤرخ البريطاني جون غوردون لوريمر في كتبه أن الحاكم في عام 1908 كان استخدام العبرة مجاني ليوم الجمعة من أجل الذهاب إلى المسجد للصلاة والعودة منه مرة أخرى.
والعبرة إحدى عشرين نوع من القوارب الصغيرة المستخدمة في الماضي.

## مسار العبرة
تبدأ العبرة رحلتها من محطة الجداف للنقل البحري، ومن ثم إلى محطة فستيفال سيتي للنقل البحري، وهذه المنطقة تضم مراكز تجارية ومحلات و مناطق سكنية وفنادق، وملعب للجولف، والرحلة متوفرة طوال أيام الأسبوع وتستغرق الرحلة الواحدة سبع دقائق كما توجد رحلات قد تستغرق عشر دقائق إلى عشرون دقيقة، ويبدأ العمل من الساعة السابعة صباحا إلى الثانية عشر مساءا بمجمل رحلات يصل إلى 128رحلة، كما تسير الهيئة. تسير هيئة الطرق والمواصلات بدبي رحلات سياحية إلى محمية رأس الخور خارج أوقات الذروة.